# Гаспар IV де Коліньї
Гаспар IV де Коліньї (фр. Gaspard IV de Coligny; 9 червня 1620 — 9 лютого 1649) — військовий діяч Французького королівства, 2-й герцог Коліньї, 1-й герцог Шатійон, маршал.

## Життєпис
Походив з французького аристократичного роду Коліньї. Син герцога Гаспара III де Коліньї і Анни де Поліньяк. Народився 1620 року в Шатійон-Коліньї. Виховувався у кальвіністській вірі. Отримує титул маркіза Шатійон. Розпочав військову службу під орудою батька. Брав участь в облозі міст Івой та Сен-Омер 1637 та 1638 років відповідно. 1639 року відзначився при облозі Музона в Арденнах. Того ж року отримав звання полковника.
1640 року відзначився при облозі Аррасу. У битві при Марфії 1641 року опинився в оточенні, але зумів вправно відступити. Того ж року очолив П'ємонтський полк. 1642 року брав участь у битві біля Оннекура, де французи зазнали поразки. 1643 року під впливом Маріон Делорм переходить до католицтва. Того ж року відзначився в битві при Рокруа. Тому призначено табірним маршалом. Згодом звитяжив при облогах Тіонвіля і Серка. 1644 року брав участь в облозі Гравелліна. В тому ж році стає графом де Коліньї. 1645 року в битві при Нердлінгені, в захопленні Тріру. У червні 1645 року проти волі батька та двору одружився з представницею роду Монморансі.
1646 року очолив військо у Фландрії, зайнявши Кортрейк. Того ж року стає герцогом де Шатійон. 1647 року як генерал-полковник легкої піхоти служив у Каталонії. В тому ж році відзначився при облозі Леріди. 1648 року успадковує герцогство Коліньї, а також стає пером королівства. В тому ж року у званні генерал-лейтенанта переведено до Фландрії. Відзначився у битві під Лансом.
Під час Фронди залишився вірним королівському двору та кардиналові Мазарині. Брав участь у битвах проти парламентських загонів. 6 лютого 1649 року надано звання маршала. Спільно з Людовиком II Конде очолив королівське військо проти повсталих на чолі з Арманом де Конті в битві біля Шарантону. Під час битви зазнав поранення в нирку й 9 лютого 1649 року помер в Венсенському замку. Поховано в базиліці Сен-Дені.

## Родина
Дружина — Єлизавета-Анжеліка, донька графа Франсуа Монморансі-Бутвіль.
Діти:
- Генріх-Гаспар (1649—1657), 3-й герцог Коліньї та 2-й герцог Шатійон. Останній представник роду Коліньї.